# Atelier d'Uroš Predić à Belgrade
L'atelier d'Uroš Predić (en serbe cyrillique : Атеље Уроша Предића ; en serbe latin : Atelje Uroša Predića) est situé à Belgrade, la capitale de la Serbie, dans la municipalité urbaine de Stari grad. Construit en 1908, il est inscrit sur la liste des biens culturels de la Ville de Belgrade.

## Présentation
L'atelier d'Uroš Predić, situé 27 rue Svetogorska, a été construit en 1908 selon un projet de l'architecte Nikola Nestorović, pour servir de résidence familiale au frère d'Uroš Predić, Josif Predić. La maison a été conçue comme un bâtiment d'un étage, avec une façade principale dessinée dans le style de l'Art nouveau. Le traitement des ouvertures et des corniches perpétuent la tradition académique.
Uroš Predić (1857-1953) vécut dans la maison 1909 à 1953. Dans ce lieu, il a peint parmi ses œuvres les importantes.

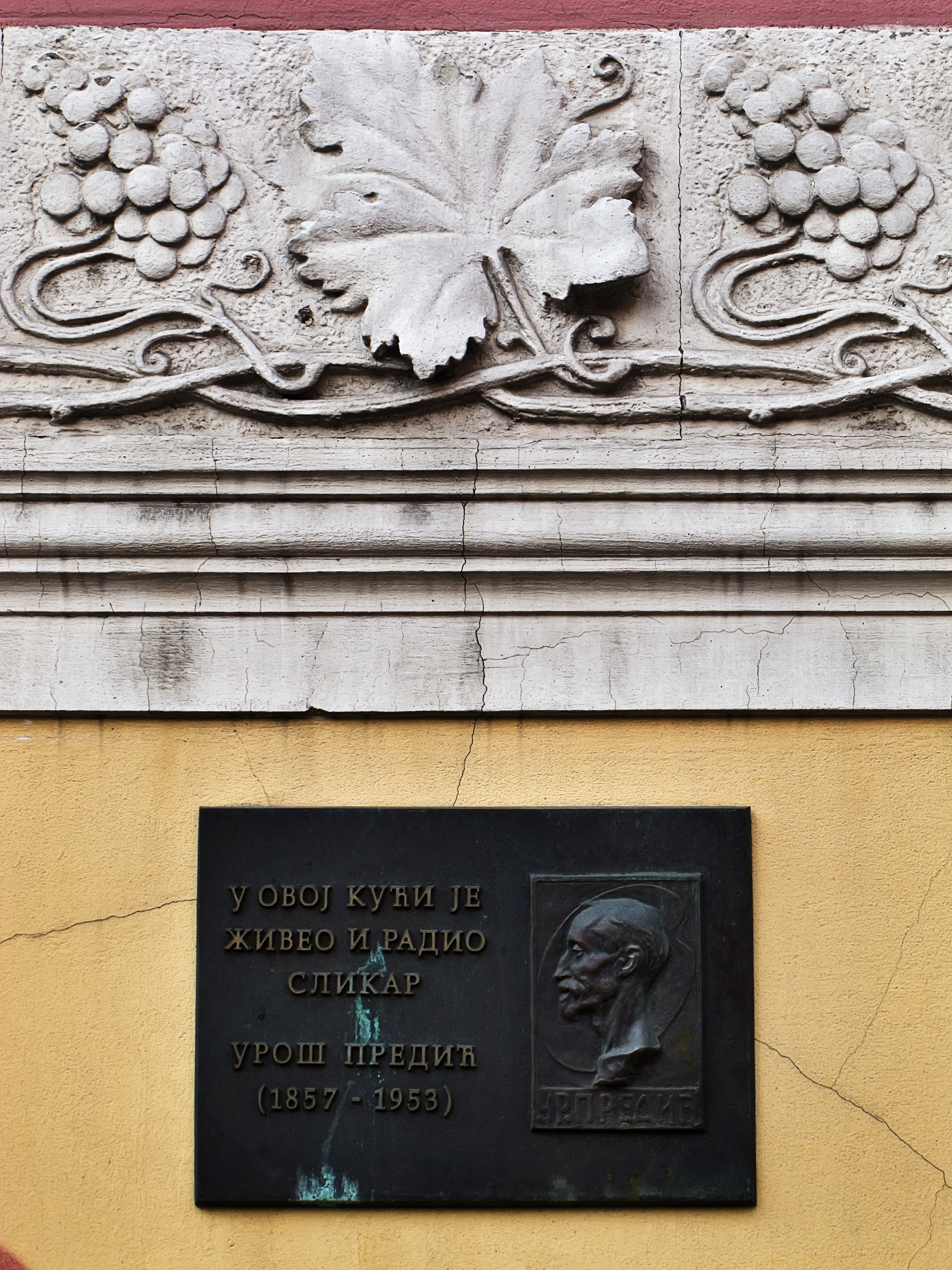
Plaque commémorative sur la maison